# Aleksandr Masleakov
Aleksandr Vasilievici Masleakov (în rusă Александр Васильевич Масляков; n. 24 noiembrie 1941, Sverdlovsk, RSFS Rusă, URSS – d. 8 septembrie 2024, Moscova, Rusia) a fost un prezentator de televiziune rus și sovietic, Artist Emerit al Federației Ruse (1994), membru al Academiei Televiziunii Ruse. A fost fondatorul și proprietarul companiei AMiK (АМиК; Александр Масляков и Компания) — organizator al emisiunii-concurs KVN. A fost în televiziune începând cu anul 1964. Este un bine-cunoscut prezentator de emisiuni-concurs (game show) în spațiul lingvistic și cultural rus. A prezentat numeroase emisiuni, printre care „Alo, noi căutăm talente” (Алло, мы ищем таланты; Allo, mî ișcem talantî), „Adresele celor tineri” (Адреса молодых; Adresa molodîh), „Copiii veseli” (Весёлые ребята; Veseolîe rebeata), „A nu-ka, devușki” (А ну-ка, девушки), „A nu-ka parni” (А ну-ка, парни), „Etajul 12” (12 этаж) și altele. De asemenea, el a fost primul prezentator al unuia din cele mai longevive emisiuni-concurs din Rusia și URSS – Ce? Unde? Când? (Что? Где? Когда?), iar începând anul 1964 a prezentat și emisiunea KVN (Clubul celor veseli și inventivi; Клуб весёлых и находчивых).
În 2002 Aleksandr Masleakov a obținut cel mai importnat premiu al Academiei Televiuznii Ruse – premiul TEFI (ТЭФИ) „pentru contribuția individuală în dezvoltarea televiuznii autohtone”.
Asteroidul 5245 Maslyakov a fost denumit în onoarea sa.
A fost căsătorit cu Svetlana Anatolievna Masleakova (născută Smirnova, pe 11 octombrie 1947) din 2 octombrie 1971 până la moartea lui. A avut un fiu care îi poartă numele, Aleksandr Aleksandrovici Masleakov (n. 1980), care, de asemenea, este prezentator de televiziune.